# Henrique Marques Lins

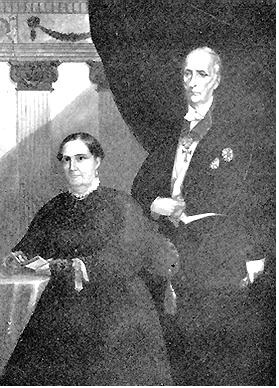
Visconde e Viscondessa de Utinga

Henrique Marques Lins, primeiro barão e Visconde de Utinga, (13 de julho de 1800 – Pernambuco, 10 de novembro de 1877) foi um senhor de engenho brasileiro. O título de Barão de Utinga foi concedido em 14 de março de 1860 através de um decreto do Imperador Dom Pedro II, em agradecimento a hospitalidade durante sua visita imperial a Pernambuco em 1859.
Por decreto de 17 de novembro de 1876, teve o seu título elevado a Visconde de Utinga. Foi senhor dos engenhos Uruçu, Matapiruna, Cueirinha, Sapucaji e Ilha de Flores, agricultor e chefe de numerosa família era um homem respeitado e ocupou diversos cargos em sua comarca, como: Juiz de paz, delegado e Coronel comandante superior dos destacamentos da Guarda Nacional de Escada. Por meio de sua avó materna, era primo de quarto grau do Visconde de Cavalcanti.

## Família
Filho de José Felipe Marques e Ana Rosa Lins de Albuquerque. Casou-se com Antônia Francisca Veloso da Silveira, com a qual teve catorze filhos:
1. Cordolina Marques Lins(1825-?),
2. Henrique Marques Lins(1826-?)
3. Belmiro da Silveira Lins(1827-1880), barão da Escada,
4. Benemérita Marques Lins(1828-1837),
5. Panfila da Silveira Lins(1829-1866),
6. Rogaciano Marques Lins(1830-1838),
7. Marcionilo da Silveira Lins(1832-1890),
8. Teudelina Marques Lins(1833-1834),
9. Teudelina Marques Lins(1834-1897),
10. ........(1835-1835),
11. Florismundo Marques Lins(1836-1837),
12. Florismundo Marques Lins(1838-1895), segundo barão de Utinga,
13. Antônia Marques Lins(1840-?),
14. Henriqueta da Silveira Lins(1842-1922).

Foi comendador da Imperial Ordem de Cristo e oficial da Imperial Ordem da Rosa. Faleceu em Pernambuco em 10 de novembro de 1877, em consequência de um AVC sofrido 3 anos antes. Atualmente, seu título nobiliárquico é reivindicado pelo seu pentaneto. 